# Armand Hatchuel
Armand Hatchuel, né en 1952, est professeur et chercheur en sciences de gestion et en théorie de la conception. Ses travaux ont été, le plus souvent, menés avec d’autres chercheurs du Centre de Gestion Scientifique de Mines Paris. Pionnier dans l’étude des dynamiques cognitives dans les entreprises innovantes, il est à l’origine de plusieurs développements théoriques sur la rationalité créative et sur ses liens avec la dynamique des organisations et des collectifs. Ils l'ont conduit à proposer une refondation des sciences de gestion comme sciences fondamentales de l’action collective. 
Il a notamment élaboré, avec Benoit Weil et Pascal Le Masson, une théorie de la conception (Théorie C-K) qui modélise la rationalité créative et qui a donné naissance à des développements scientifiques et industriels. Il a aussi introduit une théorie des rapports de prescription qui explique les apprentissages collectifs et leurs crises dans les marchés et les organisations. Il a unifié ses travaux sur la rationalité et la formation des collectifs dans une théorie axiomatique de l’action collective. Cette théorie éclaire la notion de « norme de gestion » comme couplage émancipateur entre rationalité et responsabilité, dont il s’est attaché (avec Benoit Weil) à retrouver l’histoire et les origines antiques. Ces résultats ont nourri une nouvelle théorie de l’entreprise (avec Blanche Segrestin) qui a contribué à la loi française sur l’entreprise (loi PACTE) et notamment à l’instauration de la société à mission. 
Les travaux d'Armand Hatchuel ont fait l'objet d'un chapitre du Palgrave Handbook of organizational change thinkers qui porte notamment sur sa théorie de l'action collective. Ses développements sur la théorie de la conception ont été recensés dans un chapitre de l’ouvrage sur les grands auteurs en management de l'innovation et de la créativité.

## Parcours académique
Ingénieur civil des mines (P70,1973), Armand Hatchuel est docteur en sciences de gestion de MinesParisTech (École des Mines de Paris). Sa carrière académique s’est déroulée principalement à Mines Paris PSL Université : Maitre-assistant (1974-1985) ; Professeur 2e catégorie (1984-1994), Professeur de 1re catégorie en 1995 et Professeur de classe exceptionnelle (2007). De 1998 à 2010, il a été aussi directeur-adjoint du Centre de Gestion Scientifique (aujourd’hui, équipe de l'institut interdisciplinaire de l'innovation, {\displaystyle i^{3}}, UMR CNRS 9217). Après avoir développé en 1985, avec Hugues Molet, l'option Systèmes de production à MinesParisTech, où il mène des travaux et des enseignements sur la théorie et l'ordonnancement des systèmes de production, il crée en 1995 l’option « ingénierie de la conception » qu’il dirige jusqu’en 2009 et qui introduit des cours originaux sur les mathématiques du raisonnement de conception. En 2009, avec Benoit Weil, il fonde et coordonne la chaire « théorie et Méthodes de la conception innovante ». En 2014, il contribue à la création de la chaire « théorie de l’Entreprise, modèles de gouvernance et création collective », dirigée par Blanche Segrestin et Kevin Levillain.
De 1998 à 2006, il a été professeur invité permanent à l’université Chalmers de Göteborg et à la Stockholm School of Economics, où il a participé au « Fenix program (business and knowledge creation) ». 

## Responsabilités principales
- Membre du comité national du CNRS (section 37) (1991-1995).
- Membre du conseil d’administration de Mines ParisTech (2006-2012).
- Représentant de la France au Board de l’European Academy of Management (2005-2009)[14].
- Membre depuis 2002 du board de l’International Product Development Conference (IPDMC) dont il a co-présidé le séminaire doctoral de 2008 à 2019[15].
- De 2009 à 2014, il crée et préside avec le Pr. Yoram Reich le special group on Design theory de la Design society[16].
- Vice-Président de l’association des amis de Pontigny-Cerisy qui soutient le Centre culturel international de Cerisy-la Salle.

## Travaux

### La production des connaissances dans l'action collective
À partir d’études sur les industries et les organisations innovantes, mettant à l'épreuve les modèles classiques de la planification et de la coordination), Armand Hatchuel s’éloigne des théories des organisations des années 1980 (École fonctionnaliste, bureaucratique, stratégique, économique, politique, etc.) car elles ne rendent pas compte des dynamiques d’innovation, technique ou sociale, observées dans les faits. Il fait l’hypothèse que cette difficulté provient des modèles fondamentaux communs à ces approches :
1. la rationalité décisionnelle (choix, jeux, rapports de force)[18] qui ne peut décrire les processus d’invention et de découverte ;
2. une représentation insuffisante des savoirs (scientifiques, techniques ou sociaux), de leur division en disciplines, des conditions collectives de leur genèse et de leur légitimation ;
3. un répertoire figé et anhistorique des acteurs et des droits[19].

Ces prémisses expliquent, à ses yeux, la rareté des études sur les activités de conception (recherche, bureau d'études, ingénierie, expertise…). Or, ces activités, qui ont connu un développement et des métamorphoses sans précédent depuis un siècle, sont au cœur des accélérations technologiques et sociales, notamment des ruptures industrielles des années 1980-1990. En 1992, son ouvrage avec Benoit Weil, « L’expert et le système », veut combler cette lacune. Il propose une modélisation des dynamiques cognitives en cours et révèle les deux types de crises ou de tensions qu’elles engendrent. D'une part, crises des acteurs de conception (experts) qui doivent faire face, simultanément, à une réduction des cycles des projets et à une intensification du renouvellement des savoirs. D’autre part, crise des entreprises elles-mêmes, car l’efficacité et la productivité des activités de conception sont impensables avec les théories comptables, économiques et financières en vigueur, celles ci ayant été élaborées pour les activités de production et non pour des entreprises dont la valeur ajoutée est tributaire de leur capacité d'innovation. 

### Théorie de la conception (théorie C-K): un modèle de la rationalité créative
Ces résultats conduisent à rechercher une alternative à la rationalité décisionnelle classique, capable d'éclairer la logique des processus d’innovation. Ce projet aboutit en 1996 à la théorie de la conception ou théorie C-K, élaborée avec Benoit Weil, et qui sera ensuite développée avec Pascal Le Masson.
La théorie de la conception rejette un postulat principal de l’école décisionnelle : celle-ci suppose un ensemble d’alternatives connues, mais aux effets incertains, et le seul problème envisagé réside dans la rationalité du choix parmi celles-ci. Ce modèle qui est au cœur du raisonnement économique ou stratégique est trop limitatif, car lorsque toutes les alternatives connues ne sont pas satisfaisantes, il devient rationnel d’introduire des alternatives imaginaires, partiellement inconnues, et que l’on peut tenter de concevoir et de faire exister, en leur imposant d'être plus désirables que les alternatives déjà connues. Ces alternatives imaginaires (par exemple, « un mode de vie confortable sans énergie fossile ») sont nommées « concepts » dans la théorie C-K. Il s’agit d’objets inconnus et désirables relativement à un état des connaissances « K ». Ils n’existeront éventuellement qu’au terme d’un processus de conception dont la théorie C-K décrit les conditions et les opérations. Il montre plusieurs correspondances avec le forcing de Paul Cohen en théorie des ensembles.
La théorie C-K a eu un important impact industriel en aidant à revisiter la notion de R&D et en donnant les bases d’une ingénierie et d’une gouvernance spécifiques de l’innovation,. En 2014, le magazine Industries et Technologies classe Armand Hatchuel parmi « les douze personnes qui ont fait la technologie ». 
Sur le plan scientifique, la théorie de la conception permet une caractérisation nouvelle des régimes d’innovation anciens et contemporains. Elle éclaire par exemple, les spécificités du design industriel par comparaison avec d'autres types de conception,. Elle établit formellement le lien entre raisonnement de conception et découverte scientifique et contribue à une épistémologie contemporaine,. Elle a aussi ouvert des voies nouvelles pour l’étude psycho-cognitive de la créativité chez l'adulte et l'enfant.

### Théorie des rapports de prescription, mythes rationnels et apprentissages collectifs
Du point de vue de l'action collective, la rationalité créative exige une intensification des échanges coopératifs, peu compatible avec des rapports de domination ou une division du travail rigide. Rapports de pouvoir, hiérarchies et rôles fonctionnels doivent être remodelés ou ajustés mutuellement par les acteurs. Car, il ne s’agit pas seulement d'assembler des expertises complémentaires, mais comme le prédit la théorie de la conception, de partager et confronter des concepts ("inconnus désirables") à faire exister dans le futur[pas clair]. Pour Armand Hatchuel, ces inconnus désirables ont le caractère paradoxal de « mythes rationnels », car ils mêlent imagination et rationalité. Le statut philosophique et politique de cette notion nécessitait d’être élucidé par différence avec les notions d’utopie, d’idéal ou de fiction. Cette clarification éclaire les apprentissages collectifs croisés nécessaires à toute action collective mobilisée par des mythes rationnels. En effet, ces derniers exigent des rapports de prescription réciproque qui se forgent par une reconnaissance mutuelle progressive des acteurs et par des dispositifs de gestion qui organisent des solidarités appropriées. Les rapports de prescription émergent dès qu’un acteur (prescripteur) se voit reconnaître par autrui une capacité d’expertise ou de conseil qui réduit une ignorance inquiétante ou un conflit. Les rapports de prescription ne sont ni des rapports de hiérarchie, ni des rapports marchands. Ils jouent cependant un rôle majeur dans les échanges commerciaux. Armand Hatchuel a ainsi proposé une théorie des marchés à prescripteurs que l’arrivée du commerce en ligne a confirmé à une grande échelle,. Plus généralement, les transformations et les crises des rapports de prescription (par exemple, les crises de l’expertise ou de la vérité contemporaines) révèlent une propriété fondamentale de l’action collective selon Hatchuel : la non-séparabilité entre savoirs et relations,, car il considère que toute perturbation des relations se propage à la construction collective des savoirs et réciproquement.

### Histoire et fondements des normes de gestion
Armand Hatchuel a croisé, à plusieurs reprises, développement théorique, analyse empirique et recherche historienne. Il utilise l’avancement théorique pour explorer des dynamiques du présent et du passé que l’on ne pouvait percevoir ou rechercher, sans les nouvelles lunettes conceptuelles. C’est ainsi qu’il interpréte les travaux de F. Taylor et de H. Fayol comme des approches visant à abolir les rapports de louage ou les formes anciennes de l'autorité, pour développer des normes de gestion adaptées au monde industriel. Ces auteurs ont ainsi contribué à la naissance de l'entreprise moderne et à une conception protectrice du contrat de travail. La théorie de la conception a aussi permis de revisiter l’histoire des bureaux d’études et des laboratoires de recherche industrielle,. Ces travaux éclairent aussi l'universalité de la notion de « norme de gestion »: pour lui, celle-ci ne vise pas à maximiser l’intérêt individuel mais à construire une action à la fois efficace et responsable vis-à-vis d’autrui. La norme de gestion n'est pas là pour brider l’action collective, elle devrait constituer un instrument ou un dispositif qui rend cette action possible. Dans un contexte historique donné, la norme de gestion vient légitimer des savoirs et pacifier des relations nécessaires à une nouvelle action collective. Cette approche recoupe la théorie des dispositifs de savoir/pouvoir de Michel Foucault et ses thèses sur la gouvernementalité. Cependant, pour Armand Hatchuel, la norme de gestion est plus universelle car elle opère sur l’ensemble des rapports de prescription et pas seulement sur les rapports de pouvoir ou de gouvernement. Récemment, il a initié avec Benoit Weil des travaux sur les origines de la notion de "gestion" dans la Rome antique. Dans ce cadre, Moira Crété a montré que la notion de bene gesta, « la bonne gestion», a été développée par Cicéron pour décrire une conduite efficace et responsable de l’action en réaction aux crises de la République romaine. On sait aussi que le principe de la bene gesta a dominé dans tout l’Empire romain pendant trois siècles. L’histoire des normes de gestion échappe à la distinction classique entre normes économiques et normes sociales, elle constitue un marqueur des transformations et des conflits qui forgent la construction conjointe des sociétés et des savoirs.

### Refondation de l’entreprise, sociétés à mission et menaces contemporaines
En 2007, Armand Hatchuel et Blanche Segrestin engagent un réexamen de la question de l'entreprise,. Depuis le tournant du XIXe au XXe siècle, les entreprises ont constitué une des dynamiques majeures de la civilisation. Loin d’être de simples agents économiques ou des assemblages de capital et de travail, elles ont constitué, par l'entremise des normes de gestion, de puissants dispositifs de création collective qui ont transformé les modes de vie, les rôles sociaux, les sciences et les techniques. Jusqu’aux années 1970, avant la dernière mondialisation, les entreprises des pays occidentaux semblaient participer naturellement de la prospérité collective, les droits des salariés étaient en constante amélioration et l'impact de leurs activités sur la nature n'était pas l'objet de beaucoup d'attention. Depuis les années 1990, la mondialisation, ce que Hatchuel et Segrestin ont qualifié d'"’industrialisation de l’actionnariat", les codes de bonne gouvernance ont imposé une vision actionnariale de l’entreprise qui a conduit à défaire une large part des normes de gestion des années 1970, avec des conséquences parfois dramatiques sur: la vie au travail, les inégalités salariales et sociales, les territoires et les environnements naturels. En s’étendant aux banques, la doctrine actionnariale a en outre contribué à la crise financière de 2008. Dans le cadre du collège des Bernardins, cette « grande déformation» de l’entreprise a été analysée à partir des corpus théoriques précédents. Armand Hatchuel et Blanche Segrestin ont montré que le droit des sociétés avait permis d’imposer le dogme de la valeur actionnariale et que les engagements volontaires en faveur de la RSE, n’avaient pu empêcher, par exemple, le drame du Rana Plaza. Ils préconisaient une refondation du droit de l’entreprise, et notamment la création en droit d'une société à mission. Ces travaux ont contribué à la loi Pacte française (dans ses articles 169 et 176), promulguée en mai 2019. Ils s'inscrivent aussi dans un courant de recherches qui soutient que pour répondre aux défis liés au réchauffement climatique et à la destruction des écosystèmes, l’intervention des États sera indispensable mais ne sera pas suffisante. L’engagement responsable des entreprises, facilté désormais par la loi française, sera tout aussi nécessaire.

### Les sciences de gestion, sciences fondamentales dans un monde post-hégélien
Pour Armand Hatchuel, le principe de non-séparabilité entre savoirs et relations, ou entre rationalité et responsabilité, fonde une théorie axiomatique de l’action collective. Celle-ci permet de repenser la théorie de la firme et conduit notamment à revisiter certaines des positions philosophiques qui ont construit la modernité politique et libérale. Il est fréquent de penser que l’État est seul légitime à dire l’intérêt général et à incarner l’éthique universelle comme le stipulait Hegel dans ses principes de la philosophie du droit. Tout collectif intermédiaire (une entreprise, une association, etc.) appartenant à la société civile est alors relégué à des intérêts particuliers et sans légitimité à contribuer à l’éthique commune. Cette doctrine méconnaît le fait que toute action collective créatrice peut être génératrice d’une éthique régulatrice, qui s’exprime autant dans les connaissances que dans les relations qu’elle renouvelle. En outre, cette éthique locale peut produire des normes de gestion qui se propageront universellement dans la société : c’est ainsi que l’État n’a pas produit les règles de la démarche scientifique ou les règles de pilotage d’un avion. La théorie de l’action collective invite donc à repenser la place de l’État et des collectifs dans un monde post-hégélien, c’est-à-dire dans un monde où chacun peut participer, selon des processus appropriés, à la définition des responsabilités communes. Dans un tel monde, Armand Hatchuel défend l’idée que les sciences de gestion deviennent des sciences fondamentales car elles sont, indissociablement, une science de la conception des moyens de l'action collective (rationalités), et une science de la conception des fins (responsabilités) par l’action collective.

## Principaux ouvrages
- 1992 : L’expert et le système (avec Benoit Weil) Economica (trad. Anglaise 1995, Experts in Organizations, de Gruyter)
- 2001 : Les nouvelles fondations des sciences de Gestion (avec Albert David et Romain Laufer), Vuibert Fnege (2001, 2e édition. 2008) et 3e edition en 2013, Presses des mines.
- 2002 : Les nouvelles raisons du savoir, (avec Thierry Gaudin), Colloque de Cerisy, La Tour d'Aigues, Ed. de l'Aube, Coll. "essais".
- 2003 : Le libéralisme, l’innovation et la question des limites (avec R. Laufer), L’harmattan.
- 2006 : Gouvernement, organisation et Gestion : l’héritage de Michel Foucault, (avec Ken Starkey, Eric Pezet et Olivier Lenay) Presses de l’université Laval.
- 2006 : Les processus d’innovation (avec Pascal Le Masson et Benoit weil), Hermés Lavoisier.
- 2007 : Les nouveaux régimes de la conception. Langages, théories, métiers. (avec Benoit Weil), Colloque de Cerisy, (Vuibert 2007, 2e édition, 2014, Editions Hermann)
- 2010 : Strategic management of innovation and Design, (avec Pascal Le Masson et Benoit Weil) Cambridge University Press.
- 2012 : Refonder l’entreprise, (avec Blanche Segrestin), Seuil, La République des idées.
- 2013 : The new foundations of management science (with Albert David and Romain Laufer), Presses des Mines.
- 2013 : L’activité Marchande sans le marché? (avec Franck Aggeri et Olivier Favereau ), Colloque de Cerisy, Presses des Mines.
- 2014 : Théorie, méthodes et organisation de la Conception, (avec Pascal Le Masson et Benoit Weil) Presses des Mines.
- 2017 : Design Theory, (avec Pascal Le Masson et Benoit Weil), Springer.
- 2021 : Ce que gérer veut dire - voyage à travers les dérives et les réinventions de l'entreprise contemporaine, MA Editions
- 2022 : L'action collective dans l'inconnu, Editions Hermann

## Distinctions (extrait)
- Prix de l’économiste de l’année 1996 (catégorie : Organisation et Management).
- Médaille de l’École des Arts et Métiers
- Membre de l’Académie des Technologies
- Fellow de l’international Design society
- Fellow de la Creativity and innovation Management Community.
- Commandeur des Palmes académiques
- Chevalier de la Légion d’honneur
- Membre du conseil économique, social et environnemental du Maroc (Catégorie : expert)

## Médias
Armand Hatchuel est chroniqueur au journal Le Monde, depuis 2004, pour les rubriques management et vie des entreprises. Il publie environ une chronique par mois.